# Cloud dance
Cloud dance is één van de twee studioalbums van Collin Walcott, die hij onder eigen naam uitbracht.

## Inleiding
Opnamen vonden plaats in de Tonstudio Bauer in Ludwigsburg. Voor deze opnamen werkte Walcott samen met het jazztrio Gateway bestaande uit John Abercrombie (gitaar), Dave Holland (contrabas) en Jack DeJohnette (drums), dat in dezelfde maand in dezelfde studio een album opnam. Cloud dance leverde een opvallende mengeling op van wereldmuziek en jazz; Walcott bespeelde sitar en tabla. De samenwerking mondde uit in de track Prancing waarin alleen de tabla en contrabas te horen zijn. Walcott was destijds druk, hij was ook medelid in Oregon met wie hij Marguerite ook opnam. Walcotts leven kwam ook tot een eind bij dat gezelschap; in 1984 overleed hij tijdens een verkeersongeluk tijdens een tournee met Oregon.
In 1985 volgde een cd-versie; hij maakte dat al niet meer mee. In 2009 werd het album opnieuw uitgegeven in de serie The Touchstone, een best of ECM.  ECM omschreef het een nieuwe kijk op jazzmuziek met exotische instrumenten.

## Musici
- Collin Walcott – sitar, tabla
- John Abercrombie - gitaar
- Dave Holland – contrabas
- Jack DeJohnette - drums

## Muziek
| Nr. | Titel                  | Duur |
| --- | ---------------------- | ---- |
| 1.  | Marguerite (Walcott)   | 8:25 |
| 2.  | Prancing (Walcott)     | 3:23 |
| 3.  | Night glider (Walcott) | 6:35 |

| Nr. | Titel                           | Duur |
| --- | ------------------------------- | ---- |
| 1.  | Scimitar (Walcott, Abercrombie) | 2:42 |
| 2.  | Vadana (Holland)                | 6:59 |
| 3.  | Eastern song (Walcott)          | 2:32 |
| 4.  | Padma (Walcott, Abercrombie)    | 2:43 |
| 5.  | Cloud dance (Walcott)           | 5:48 |